# Mowa
Mowa là một thị trấn thống kê (census town) của quận Raipur thuộc bang Chhattisgarh, Ấn Độ.

## Nhân khẩu
Theo điều tra dân số năm 2001 của Ấn Độ, Mowa có dân số 13.697 người. Phái nam chiếm 53% tổng số dân và phái nữ chiếm 47%. Mowa có tỷ lệ 66% biết đọc biết viết, cao hơn tỷ lệ trung bình toàn quốc là 59,5%: tỷ lệ cho phái nam là 74%, và tỷ lệ cho phái nữ là 57%. Tại Mowa, 16% dân số nhỏ hơn 6 tuổi.